# Ligne du Sillon Alpin

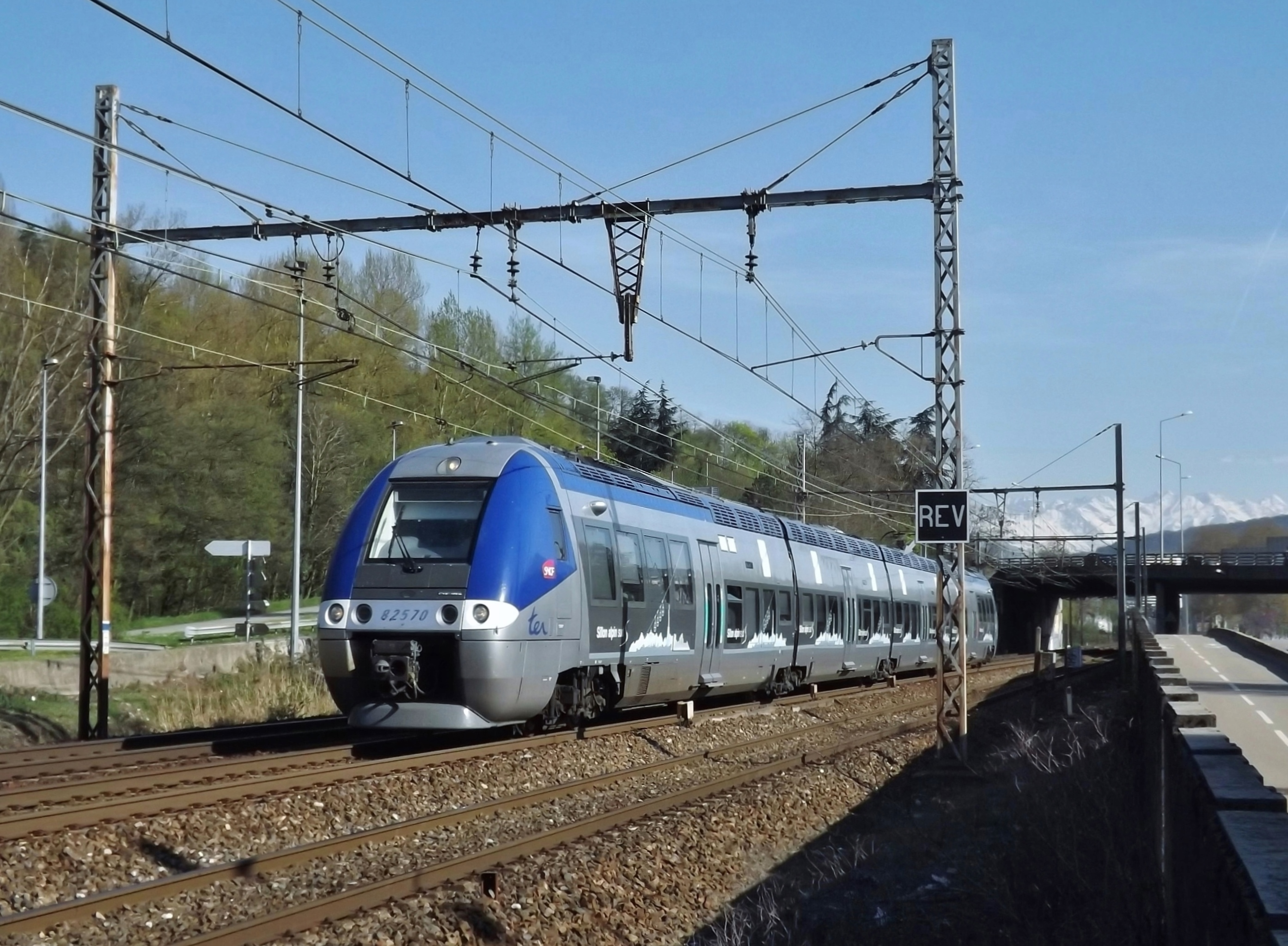
Avec la chaîne de Belledonne en arrière-plan, un « Bibi » au pelliculage du « Sillon alpin sud » en provenance de Grenoble, quitte ici Chambéry (Savoie) et se dirige vers Aix-les-Bains puis Annecy.

La ligne du Sillon Alpin est la ligne de chemin de fer reliant Valence à Genève via Grenoble, Chambéry et Annecy. Son nom fait référence au sillon alpin, situé dans les Alpes françaises. 

## Description de la ligne
Elle est distinguée en deux parties nord et sud, chacune comprenant plusieurs lignes, :
- le Sillon Alpin Sud :
  - la ligne de Valence à Moirans,
  - le tronçon de Moirans à Grenoble, de la ligne de Lyon-Perrache à Marseille-Saint-Charles (via Grenoble),
  - la ligne de Grenoble à Montmélian ;

- le Sillon Alpin Nord :
  - le tronçon de Montmélian à Aix-les-Bains, de la ligne de Culoz à Modane (frontière),
  - la ligne d'Aix-les-Bains-Le Revard à Annemasse.

## Modernisation du réseau (2007-2013)

### Objectifs multiples

Carte de la ligne

Entre 2007 et 2013, une importante campagne de travaux est lancée sur toute la ligne du Sillon Alpin. Il s'agit alors du plus important chantier de modernisation de France, l'objectif étant d'électrifier les portions manquantes, doubler les voies encore uniques, moderniser le réseau et effectuer une mise au gabarit pour développer le fret et permettre le passage de TGV,,,.
En réalité, et contrairement aux objectifs affichés lors des travaux, aucun TGV direct ne relie le sud de la France au sillon alpin. Le changement à Valence est toujours obligatoire. 
Les objectifs définis par la région Rhône-Alpes sont multiples :
- « d’améliorer la qualité des déplacements ferroviaires, et faire du train une alternative performante à la route »,
- « d'accompagner [le] dynamisme et les besoins de déplacements induits, sur ce territoire mais aussi vers la Suisse et l’Italie »,
- d'améliorer « maillage régional, et intercités (liaisons directes entre les grandes villes) mais aussi périurbaines. [...]  Ces opérations permettront également d’accueillir de nouvelles rames TER, plus performantes, plus confortables, moins bruyantes. »
- de faciliter la circulation du fret à travers les Alpes, surtout en direction du sud de la France[4],[5].

### Sillon Alpin Sud
C'est tout d'abord sur cette portion, reliant Valence à Grenoble, que se déroule la phase 1 des travaux. Entre 2007 et 2011, la ligne est modernisée, avec notamment la construction d'un saut-de-mouton près de la Gare de Moirans et la création d'une deuxième voie sur la quasi-intégralité de la section.
La phase 2, initiée entre 2011 et 2013, consiste à électrifier l'entièreté du réseau.

### Sillon Alpin Nord
Au niveau des voies, les travaux consistent en l'électrification totale de la ligne (de Montmélian jusqu'à Gières), la destruction et la construction de ponts routiers, l'installation du block automatique lumineux,.
Pour ce qui est du bâti, la ligne se voit dotée d'une nouvelle gare à Échirolles (dès le 30 août 2004). Puis en 2006, la gare de Lancey est rouverte et celle de Gières complètement restructurée.